# Ixtaczoquitlán
Ixtaczoquitlán es una localidad y cabecera del municipio del mismo nombre, en el estado de Veracruz, México.
Su nombre proviene del náhuatl ixtak (blanco), sókitl (lodo) y -tlan (lugar donde algo abunda): "lugar donde abunda lodo blanco".

## Historia
Ixtaczoquitlan fue dos veces cabecera municipal, la segunda vez fue definitivamente nombrada cabecera municipal.
- 1771 Construcción de la parroquia Santa María Zoquitlán.
- 1885 El pueblo de Ixtaczoquitlán, es declarado cabecera municipal.
- 1926 Ixtaczoquitlán es cabecera municipal en forma definitiva.

La localidad de Ixtaczoquitlan cuenta con 20,833 habitantes, siendo la localidad más habitada del municipio de Ixtaczoquitlan hasta la fecha.

## Gastronomía
Sus principales platillos son el mole, tamales y las picaditas. En la dieta diaria se puede agregar los guisos y caldos, ya sea de res o de pollo. Aunque cabe mencionar que otros tipos de carne como la de conejo y guajolote (pavo) que ya se están agregando a la dieta, como parte de una alternativa a los altos precios de la carne primeramente mencionada.
Algo que no se debe de pasar desapercibido es que las amas de casa, aún acostumbran preparar los alimentos en ollas y jarros de barro, ya que le da un sabor distintivo a la comida, especialmente al café y frijoles negros.
También se debe mencionar que, así como en el resto del país, las tortillas y el pan son parte fundamental de la dieta de los habitantes de ixtaczoquitlán.

## Política
Presidente municipal, Nahúm Álvarez Pellico.